# Vytautas Kulakauskas
Vytautas Kulakauskas (Kuršėnai, 25 agosto 1920 – Vilnius, 22 dicembre 2000) è stato un cestista sovietico.

## Carriera
Con l'Unione Sovietica ha disputato i Campionati europei del 1947.

## Palmarès
- Campionato sovietico: 1

Žalgiris Kaunas: 1947